# صورت‌زخمی (فیلم ۱۹۸۳)
صورت‌زخمی (به انگلیسی: Scarface) فیلمی محصول سال ۱۹۸۳ میلادی به کارگردانی برایان دی پالما، نویسندگی الیور استون و بازی آل پاچینو در کاراکتر تونی مونتانا است. این فیلم بازسازی فیلمی به همین نام محصول سال ۱۹۳۲ است. این فیلم به داستان زندگی تونی مونتانا می‌پردازد که یک پناهنده کوبایی است که به فلوریدا آمده‌است و چگونگی تبدیل مونتانا به گانگستر شماره یک میامی را به تصویر می‌کشد.

## داستان

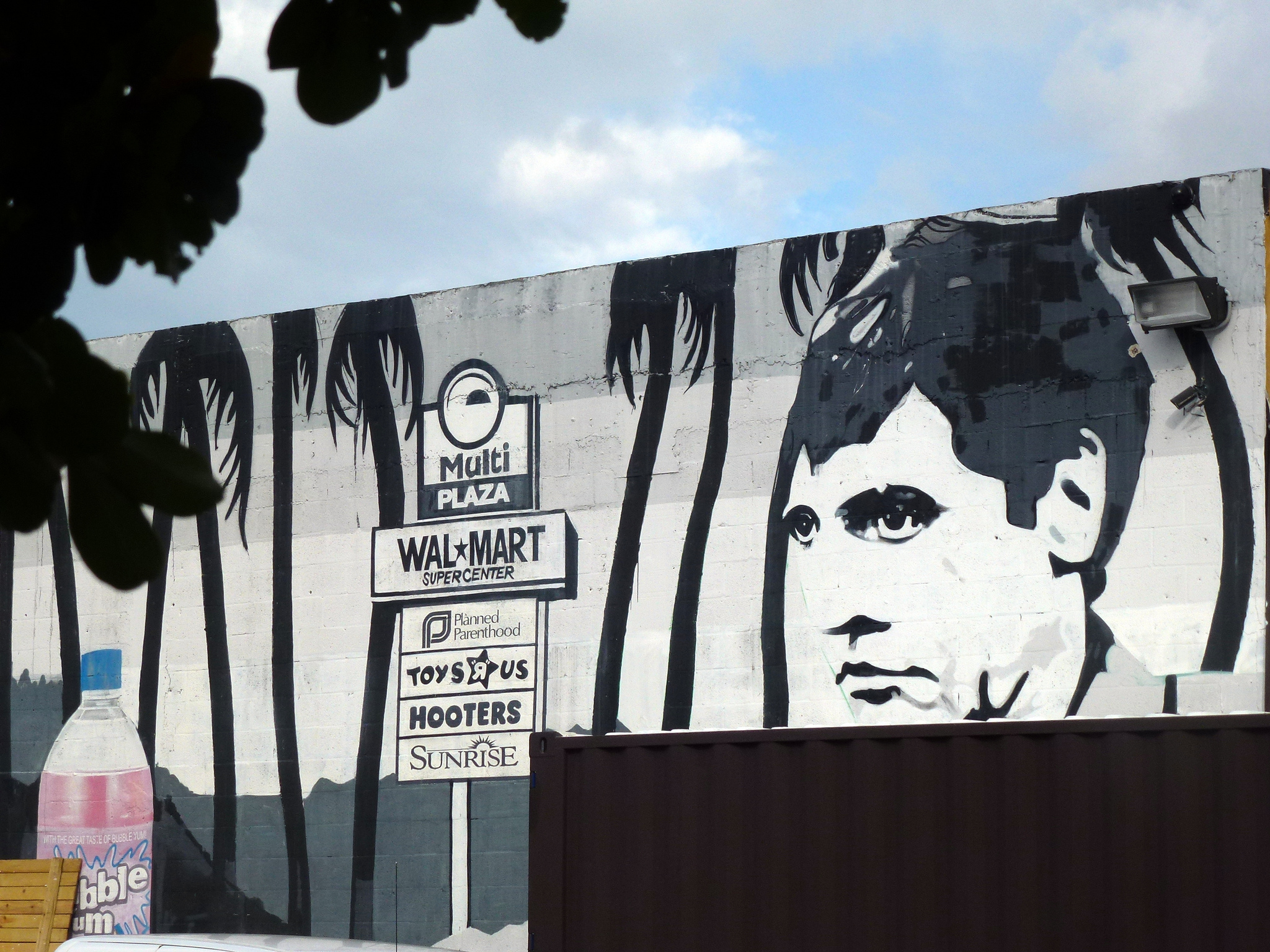
طرح گرافیتی شخصیت تونی مونتانا در فیلم Scarface

در سال ۱۹۸۰، تونی مونتانا، پناهنده کوبایی و زندانی سابق، همراه با دوستش مانی ریبرا و دو همراه دیگر، آنجل و چی‌چی، در جریان مهاجرت مارایل وارد میامی می‌شود. رئیس مواد مخدر میامی، فرانک لوپز، در ازای انجام مأموریتی برای قتل یکی از فرماندهان سابق فیدل کاسترو، برای آنها کارت اقامت آمریکا فراهم می‌کند. از شغل‌های معمولی مانند ظرفشویی در رستوران ناراضی، تونی و مانی با دست راست فرانک، عمر سوارز، ملاقات می‌کنند که آنها را برای خرید کوکائین از فروشندگان کلمبیایی می‌فرستد. تونی و آنجل توسط مسلحان گروگان گرفته می‌شوند؛ تونی مجبور است شاهد تکه‌تکه شدن آنجل با اره زنجیری باشد، اما مانی و چی‌چی به موقع می‌رسند و آنها را نجات می‌دهند. آنها سه فروشنده را می‌کشند و مواد و پول را شخصاً به فرانک تحویل می‌دهند، اما به خیانت عمر شک دارند.
فرانک تونی و مانی را به همکاری دعوت می‌کند و تونی به همسر فرانک، الویرای، علاقه‌مند می‌شود. تونی به دیدار مادر و خواهرش جینا می‌رود و هزار دلار به مادرش می‌دهد، اما ادعای خود درباره شغل سیاسی را باور نمی‌کند و او را طرد می‌کند، هرچند جینا پول را قبول می‌کند. مانی به جینا علاقه‌مند می‌شود، اما تونی به او هشدار می‌دهد که از او دوری کند. فرانک تونی و عمر را به بولیوی می‌فرستد تا با سلطان کوکائین، آلخاندرو سوسا دیدار کنند. وقتی تونی بدون اجازه فرانک وارد معامله بزرگی می‌شود، عمر عصبانی شده و سوسا دستور می‌دهد عمر را از بالگرد آویزان کنند و به تونی می‌گوید عمر مأمور پلیس بوده و فرانک اشتباه کرده که به او اعتماد کرده است. تونی می‌گوید هیچ‌گاه به عمر اعتماد نداشته. سوسا از تونی خوشش می‌آید و معامله را قبول می‌کند، اما هشدار می‌دهد که خیانت نکند.
در میامی، فرانک به‌شدت از تونی به‌خاطر معامله بدون اطلاع و مرگ عمر خشمگین است و روابط تجاری‌شان قطع می‌شود. تونی کار خودش را در زمینه کوکائین شروع می‌کند. مِل برنشتاین، کارآگاه فاسدی که به فرانک وابسته است، تلاش می‌کند از تونی باج‌گیری کند تا محافظت پلیس را تضمین کند. در یک کلوب، تونی جینا را می‌یابد که در حال مصرف کوکائین با مردی در دستشویی است، آنها را کتک می‌زند و سپس از حمله دو قاتل فرار می‌کند. تونی با فرانک و برنشتاین روبرو شده و پس از اعتراف فرانک به طراحی آن حمله، مانی را وادار می‌کند فرانک را به قتل برساند و خود برنشتاین را می‌کشد. تونی با الویر ازدواج می‌کند و به توزیع‌کننده محصولات سوسا تبدیل می‌شود و یک عمارت بزرگ و حفاظت‌شده برای مدیریت امپراتوری رو به رشد خود می‌سازد.
در سال ۱۹۸۳، تونی در یک عملیات فریب اف‌بی‌آی دستگیر و به پول‌شویی و فرار مالیاتی متهم می‌شود. سوسا پیشنهاد می‌دهد تا با استفاده از ارتباطات دولتی‌اش، تونی را از زندان نجات دهد به شرطی که در کشتن روزنامه‌نگاری که قصد افشای او را دارد، همکاری کند. در یک شام رستورانی، تونی مست مانی را به خاطر دستگیری مقصر می‌داند و الویر را یک معتاد نابارور خطاب می‌کند که این باعث خجالت‌زدگی و ترک محل توسط الویر می‌شود. یکی از دستیاران سوسا، آلبرتو، بمبی رادیویی زیر ماشین روزنامه‌نگار کار می‌گذارد، اما تونی وقتی می‌بیند که خانواده او همراهش هستند، سعی می‌کند جلوی قتل را بگیرد. وقتی آلبرتو حاضر به عقب‌نشینی نیست، تونی او را می‌کشد. سوسا قسم می‌خورد که برای این خیانت انتقام خواهد گرفت.
به خواهش مادرش، تونی که مست کوکائین است، جینا را پیدا می‌کند و او را در کنار مانی می‌بیند. تونی مانی را به قتل می‌رساند، قبل از اینکه بفهمد جینا تازه با او ازدواج کرده است. تونی جینا را به عمارتش می‌آورد و در دفترش شروع به مصرف شدید کوکائین می‌کند. هنگامی که نیروهای سوسا به عمارت حمله می‌کنند و نگهبانان را می‌کشند، جینا در لحظه‌ای از بحران عاطفی، با طعنه از تونی می‌خواهد که با او رابطه برقرار کند و این بر کنترل وسواسی تونی بر روابط او تأکید دارد. سپس جینا به تونی تیر می‌زند و توسط یکی از مردان سوسا کشته می‌شود که تونی او را هم می‌کشد. تونی برای انتقام با یک تفنگ M16 مجهز به نارنجک‌انداز به گروه حمله‌کننده شلیک می‌کند و بسیاری را می‌کشد، اما خود نیز زخمی می‌شود. در حین تمسخر دشمنانش، یکی از نیروهای سوسا به نام «جمجه» به پشت تونی شلیک می‌کند و او را به قتل می‌رساند. جسد تونی از بالکن به پایین می‌افتد و در استخر کنار مجسمه‌ای با شعار «دنیا مال توست» غرق می‌شود.

## بازیگران
- آل پاچینو در نقش تونی مونتانا
- استیون باوئر در نقش مانی ریبرا
- میشل فایفر در نقش الویرا هانکوک
- رابرت لوجا در نقش فرانک لوپز
- پل شنار در نقش الخاندرو سوسا
- ماری الیزابت ماسترانتینایو در نقش جینا
- اف. مورای آبراهام نقش عُمَر سوارز
- میریام کولون نقش مادر تونی
- هریس یولین نقش مل
- دنیس هولاهان نقش جری

## دوبله فارسی
سال ۹۳ حامد بهداد هزینه دوبله فاخری برای «صورت‌زخمی» را تأمین کرد که با مدیریت خانم زهره شکوفنده و صداگذاری حسین مطمئن‌زاده و با ترکیبی از چند بزرگ نامدار دوبله ایران در استودیو کوالیما صدابرداری شد.[۱]
چهره‌هایی چون استاد خسروشاهی، منوچهر اسماعیلی، منوچهروالی‌زاده، حسین عرفانی، بانو زهره شکوفنده، مینو غزنوی، پری هاشمی، ناصر نظامی، ژرژ پطروسی، تورج نصر، شهراد بانکی، حامد عزیزی، تورج مهرزادیان و.... ترجمه خوب و یکدست محمود گودرزی را روی فیلم نشاندند اما با گذشت یک دهه هنوز حامد بهداد نسخه عمومی منتشر نکرده و  حاصل کار اساتید را در آرشیو شخصی‌اش نگه‌ داشته است.[۲]

## پخش

### وی‌اچ‌اس
صورت‌زخمی در سه نوبت در سال‌های ۱۹۸۴ و سپس دو بار دیگر در سال‌های ۱۹۹۸ و ۲۰۰۳ بر روی نوار ویدئویی عرضه شد.

### دی‌وی‌دی

رویه فیلم صورت زخمی با فرمت بلو-ری

تا سال ۲۰۰۷، صورت‌زخمی چهار نوبت در آمریکا انتشار یافت؛ که اولین بار در سال ۱۹۹۸ توسط یونیورسال استودیوز و با صدای دالبی انتشار یافت. پس از این تاریخ سه بار دیگر در سال‌های ۲۰۰۳ ۲۰۰۵ و ۲۰۰۶، این فیلم بر روی دی‌وی‌دی در آمریکا عرضه شد.

### بلو-ری
یونیورسال در ۶ سپتامبر ۲۰۱۱، فیلم صورت زخمی ویرایش شده را در ۲ دیسک بلوری پخش نمود.

### زبان اسپانیایی
صورت‌زخمی هم چنین برای کشورهای اسپانیایی زبان به زبان اسپانیایی نیز عرضه شد که در این کشورها فیلم به نام بهای قدرت معروف شد.

## جوایز
- نامزد گلدن گلوب بهترین بازیگر نقش اول مرد
- نامزد گلدن گلوب بهترین بازیگر نقش مکمل مرد
- نامزد گلدن گلوب بهترین موسیقی متن

## موسیقی
موسیقی متن این فیلم به دست برنده جایزه اسکار، جرجیو مورادر ساخته شده‌است.

## بازی رایانه‌ای
در سال ۲۰۰۶، شرکت سرگرمی رادیکال (Radical Entertainment)، بازی را بر پایه این فیلم درست نمود و در بازار به فروش رساند.

### اتومبیل دزدی بزرگ
داستان بازی اتومبیل دزدی بزرگ: وایس سیتی از همین فیلم الهام گرفته شده از جمله سبک شهر، موسیقی، ماشین‌ها و شخصیت اصلی یعنی تامی ورسیتی که از تونی مونتا در فیلم الهام گرفته شده‌است.